# Sous toi, la ville
Pour plus de détails, voir Fiche technique et Distribution.
Sous toi, la ville (Unter dir die Stadt) est un film réalisé par Christoph Hochhäusler en 2010. Il a été sélectionné pour la 63e édition du Festival de Cannes, dans la section Un Certain Regard.

## Synopsis
Svenja et Oliver Steve viennent d'emménager à Francfort après que ce dernier ait accepté un poste de banquier d'investissement - elle recherche un emploi dans l'édition photo. Elle ne parvient pas à se sentir intégrée à cette nouvelle vie, et s'ennuie très vite : elle n'arrive pas à se défaire du sentiment qu'elle est une étrangère dans cette ville qu'elle ne connaît pas, en même temps qu'elle sent qu'elle s'éloigne de son mari.
Au cours d’une exposition d’art contemporain, elle rencontre Roland Cordes, le supérieur hiérarchique de son mari Oliver. L'homme de pouvoir, fraîchement élu banquier de l'année, doit couvrir l'assassinat d'un employé en Indonésie, et arranger les termes du rachat d'un grand groupe concurrent. Tout semble lui réussir sans grand effort.
Tout comme Svenja, cependant, Roland est à la recherche d'une aventure, d'une sensation. Il est violemment attiré par la jeune femme. Pour se débarrasser du mari de Svenja, Roland Cordes remet à ce dernier le cadeau empoisonné : la direction d'une succursale à Jakarta, l'Indonésie traversant alors une crise politique alarmante.
Dans le même temps, le système bancaire dévie hors de tout contrôle. Après qu'un journaliste ait apostrophé Roland Cordes au sujet d'irrégularités dans les finances de l'entreprise, le banquier s'en prend physiquement au journaliste. Pour ajouter encore à la déchéance de Roland, un autre banquier, Andre Lau, qui était entré en concurrence avec Oliver pour le poste de directeur de la succursale de Jakarta et en a gardé une amertume, découvre par hasard la liaison de Roland et Svenja, et menace de rendre l'affaire publique.

## Fiche technique
- Titre original : Unter dir die Stadt
- Réalisation : Christoph Hochhäusler
- Scénario : Christoph Hochhäusler, Ulrich Peltzer
- Production : Michael André, Bettina Brokemper, et Sascha Verhey
- Musique originale : Benedikt Schiefer
- Photographie : Bernhard Keller
- Montage : Stefan Stabenow (de)
- Costumes : Birgit Kilian et Meike Stangier
- Production : Heimatfilm et Westdeutscher Rundfunk (WDR), en association avec Arte
- Distribution : Bodega Films
- Genre : Drame
- Durée : 105 minutes
- Année : 2010
- Pays : Allemagne, France
- Langues : Allemand
- Couleur : Couleur
- Dates de sortie :
  -  France : 15 décembre 2010
  -  Allemagne : 31 mars 2011
  -  Pays-Bas : 21 avril 2011
  -  Belgique : 29 juin 2011
  -  Israël : 15 septembre 2011

## Distribution
- Nicolette Krebitz : Svenja Steve
- Robert Hunger-Bühler (de) : Roland Cordes
- Mark Waschke : Oliver Steve
- Corinna Kirchhoff : Claudia Cordes
- Wolfgang Böck : Werner Löbau
- Van Lam Vissay : Andre Lau
- Paul Faßnacht (de) : Hermann Josef Esch
- Robert Schupp (de) : Frank Kressnick
- Alexandra von Schwerin (de) : Dr Silbereisen
- Oliver Broumis (en) : Uwe Maas
- Michael Abendroth : Hartmut John
- Angelika Bartsch : Annika Lebert
- André Dietz : Mario Scharf
- Alexandra Finder : Britta Lau
- Piet Fuchs : Jens Janssen
- Stefan Gebelhoff : Headhunter
- Johannes Kiebranz : Gordon Parker
- Antje Lewald : Ulrke Krantz
- Viola Pobitschka : Constanze Lehmann

## Récompenses
- 2010 : Förderpreis Deutscher Film (de) au Filmfest München dans la catégorie Drehbuch (Scénario) pour Ulrich Peltzer et Christoph Hochhäusler
- 2011 : Preis der deutschen Filmkritik (en) dans la catégorie Beste Musik (Meilleure musique) pour Benedikt Schiefer
- 2011 : Günter Rohrbach Filmpreis pour Christoph Hochhäusler (Bester Film, Meilleur film) et Nicolette Krebitz (Darstellerpreis, Meilleure actrice)

## Analyse
Les structures filmique et narrative du film laissent explicitement entrevoir un sous-texte développé essentiellement autour des idées de hiérarchie et d'altérité, réunies par l'idée de cloisonnement, aux sens social et culturel du terme : Marco Abel cite Sous toi, la ville pour analyser comment les films de Christoph Hochhäusler fonctionnent comme des instruments de production du réel.
Le premier niveau de lecture du récit développé par le long métrage est la romance transcendant les classes sociales : Svenja Steve, au chômage, et son mari Oliver Steve, employé de bureau, représentent le prolétariat, Roland Cordes le patronat, dans une conception verticale de la société. Marco Abel remarque ainsi que « dans Sous toi, la ville le travail n'existe que sous la forme d'un retour fantasmatique du refoulé : il se manifeste sous la forme du désir inexprimé et inexpliqué des riches à qui il manque une connexion vive avec les membres de la classe ouvrière. » Une conception verticale de la société qui est en réalité reconfigurée, dès le troisième plan du film, dans une modélisation en trois dimensions du monde – verticalité, horizontalité et profondeur –, symbolisée ici en premier lieu par l'architecture. En effet, la structure même du building du quartier d'affaires cloisonne horizontalement les étages et verticalement les bureaux.
« Sous toi, la ville traduit cinématographiquement le destin des corps à l'âge des sociétés de contrôle, en mettant en avant la manière dont les espaces architecturaux du capitalisme financier affectent les corps humains qui s'y meuvent – et qui en sont émus. Le plan d'ouverture du film prépare le terrain pour le rôle central que joue cette relation – la manière dont l'architecture postmoderne, qui domine l'horizon de verre de Francfort (la seule ville allemande à avoir un véritable horizon de verre !), structure l'expérience incarnée des gens au sol […]. »
La cloison est par essence l'obstacle qui sépare le passionné de l'objet de son désir : il va s'agir par exemple pour Roland de se rapprocher, littéralement, de Svenja, en franchissant les cloisons matérielles, ainsi que les obstacles sociaux, symboliques, jusqu'à son espace intime. Pour cela, Christoph Hochhäusler parachève cette thématisation du désir en isolant en cut, à deux reprises dans le long métrage, un détail du corps de Svenja en insert à l'intérieur d'un plan : une première fois sur sa bouche, lorsqu'elle accepte de déjeuner avec Roland, puis lorsque sa main effleure une embrasure de porte dans une chambre d'hôtel.
En outre, le titre même du film, à travers la préposition "sous" ("unter"), contient déjà cette idée de rapport de domination, la hiérarchisation dans l'espace combinée à l'idée d'un ailleurs suscitant le désir. Marco Abel y adjoint la question de la perception : après deux plans aériens – le premier depuis un avion volant au-dessus des nuages, le suivant depuis un ascenseur surplombant grandement les rues de la ville – la troisième image du long métrage place Svenja Steve face à une vitrine de magasin dans laquelle est exposée une robe. Dans cette vitrine de magasin comme dans les vitres du building, la transparence de la cloison permet le regard. « La séquence entière se structure autour d'une série de regards désincarnés – des points de vue qui ne sont attribués à aucun personnage, mais qui rendent toutefois perceptible comment la ville elle-même constitue en premier lieu la seule condition de possibilité de perception pour ses citoyens. Et cette perception, telle que le film l'explicite, est, dans le cas d'une ville comme Francfort, fondée sur un jeu entre la prétendue transparence et l'opacité, entre l'assurance que les habitants de la ville ont la possibilité d'observer les structures du pouvoir en action derrière leur baies vitrées, et la réalité, qui est qu'on ne donne à voir aux curieux que leur propre reflet, et qu'ils sont dans l'incapacité de voir au-delà du regard désincarné de ces bâtiments d'architecte qui leur font face lorsqu'ils se déplacent dans ces endroits datant d'un capitalisme moribond. » Cette idée de confrontation de deux cultures se poursuit ainsi dans trois séquences du long métrage qui évoquent frontalement la question artistique : Olivier De Bruyn constate pour cela que « Sous toi, la ville est une critique systématique de la financiarisation du monde en réduisant, par exemple, l'art à son statut de marqueur social. ». Ainsi, Svenja rencontre Roland au cours d'une exposition d'art contemporain à laquelle son mari délivre un discours. Christoph Hochhäusler y montre alors une Svenja peu intéressée par cet art, préférant fumer une cigarette d'un air désœuvré. Elle se montrera toutefois cultivée la séquence suivante, puisqu'elle reconnaît l'artiste plasticienne Sophie Calle, dont le nom échappe à une autre invitée : elle se montre simplement désintéressée. Enfin, l'idée de confrontation se développe tout à fait au cours de deux autres séquences du long métrage, centrées autour de la musique. Svenja et Roland sont définis par deux goûts musicaux présentés comme radicalement différents : la musique classique et le rock expérimental. Le couple Steve se retrouve en effet convié à un concert de chambre chez le couple Cordes, concert auquel Svenja semble peu goûter : elle conseillera plus tard à Roland d'écouter le groupe new-yorkais Gang Gang Dance. Plus encore, Christoph Hochhäusler caractérise ces deux styles musicaux esthétiquement dissemblables par deux positions d'écoute radicalement différentes : la musique classique s'écoute en collectif, en intérieur totalement fermé, face aux musiciens présents, tandis que la musique populaire est écoutée seul, avec des écouteurs, sur un ordinateur portable – la machine semble même laguer lorsque le morceau s'interrompt brièvement –, devant une porte-fenêtre permettant une profondeur de champ, et un hors-champ plus formellement imaginable.
Cette confrontation socio-culturelle semble alors insoluble et irréductible : les différentes cultures tentent de cohabiter sans jamais parvenir tout à fait à franchir l'obstacle physique ou symbolique. C'est la question de la guerre, le motif sous-jacent égrainé au cours du long métrage, qui parachève cette lecture du récit, dont la réplique finale "Ça a commencé." ("Es geht los.") renverse précisément la hiérarchisation. Premièrement, l'adjonction oxymoronique du verbe "commencer" au moment précis de la fin du film insuffle une dernière fois l'idée de heurt et de discordance. Cette réplique est prononcée par Svenja, qui s'est levée du lit d'une chambre d'hôtel où elle vient très vraisemblablement d'avoir un rapport sexuel avec Roland, et qui regarde par la fenêtre des hommes et des femmes en costumes de travail courir dans la rue en un mouvement de panique. Svenja se retrouve par conséquent encore une fois en-dehors de l'action, dont elle semble se sentir à nouveau désintéressé ou désengagée, en même temps que Roland qui reste pourtant allongé sur le lit, hors-champ, dans une situation de spectateur de Svenja elle-même spectatrice de l'action. Aussi, lorsqu'elle se retourne vers son amant pour délivrer cette ultime réplique, le regard de la jeune femme tend à s'apparenter à un regard de connivence : puisque Roland, par sa position géographique et physique, tend à se confondre dans ce dernier plan avec le spectateur même du film, Christoph Hochhäusler semble poser la question d'une focalisation médiatique. En effet, alors que le sujet principal du long métrage a été une liaison adultérine, un sujet plus grave se déroulait en parallèle, que suggéraient un ensemble de signes secondaires, auxquels les personnages n'auraient pas suffisamment prêté attention puisque ce sujet mineur les concerne désormais dans un effet de contamination. À noter pour finir que Christian Petzold développe une structure narrative extrêmement similaire dans Trompe-la-mort, le premier volet de la trilogie Dreileben (à laquelle contribue également Christoph Hochhäusler) écrite et sortie la même année : le sujet principal du film est la romance entre deux jeunes adultes, lorsque le sujet même de la trilogie, d'intérêt supérieur au film seul, par définition, demeure une série d'allusions indicielles qui finit par contaminer et concerner violemment les deux personnages principaux.